# Escudo de Serbia
La versión actual del escudo de Serbia fue adoptada oficialmente por su parlamento el 17 de agosto de 2004. Esta versión es el escudo del desaparecido Reino de Serbia desde 1882. En el mismo figura, en un campo de gules, un águila bicéfala de plata con pico y garras de oro, está acompañada por dos flores de lis, de oro, situadas a los lados de la punta del escudo. 
Al recuperarse el antiguo escudo de Serbia, se optó por mantener todos sus elementos a pesar de que no se ha restaurado la monarquía. Existe una versión, el escudo grande, en la que se añade a los elementos anteriores un manto real de púrpura, guarnecido de oro y forrado de armiño, alzado con cuerdas de oro que terminan en borlas de oro y cimado con un baldaquín de púrpura, ribeteado de oro sobre el que descansa otra corona real.

## Descripción
El escudo de armas es un águila bicéfala estilizada plateada sobre un escudo rojo con una corona sobre el escudo. Las cabezas del águila están bordeadas con nueve plumas cada una y miran hacia los lados exteriores del escudo. Los picos del águila calva bicéfala son de color dorado y están muy abiertos. Las plumas del cuello del águila están dispuestas en cuatro filas de siete plumas. Las alas del águila están extendidas y junto con la cola y las cabezas forman una cruz, y en cada ala hay cuatro filas de plumas con la siguiente disposición: en la primera fila hay siete plumas, en la segunda fila hay nueve plumas (dos grandes y siete más pequeñas), en la tercera fila siete plumas, en la cuarta fila hay siete plumas (cuatro grandes y tres más pequeñas). Las patas del águila están extendidas en diagonal a lo largo del escudo y debajo de cada garra hay una flor de lis; las patas y garras del águila son de color dorado. Las plumas de las patas son blancas y hay siete. La cola del águila está posicionada con respecto al eje vertical del escudo, siete plumas están dispuestas en tres filas; Las puntas de todas las plumas del águila blanca bicéfala son redondeadas. En el pecho del águila blanca bicéfala hay un pequeño escudo semicircular rojo dividido por una cruz blanca en cuatro campos con un acero en cada campo. Los aceros refractarios son blancos y miran hacia los lados exteriores del escudo. La corona está situada centralmente con respecto al eje vertical del escudo y las cabezas de las águilas. La corona es dorada, decorada con cuarenta perlas blancas, ocho zafiros azules y dos rubíes rojos, y encima de la corona hay una cruz.
El blasón es el siguiente:
- el escudo mayor es un escudo rojo rematado con una corona de oro y rematado de pórfido bordado en oro, decorado con flecos de oro, atado con cordón de oro con las mismas borlas, engastado de armiño y coronado con una corona de oro.[2]

- el escudo de armas menor es un escudo rojo coronado con una corona dorada, el escudo utilizado por los estados serbios y la iglesia serbia desde la Edad Media.[2]

## Historia
El uso del águila bicéfala se remonta al siglo XI. La figura aparece a menudo en inscripciones, frescos medievales y bordados en la ropa de la realeza bizantina y serbia. El gran príncipe Esteban Nemanja (r. 1166-1196) fue uno de los primeros en Serbia que utilizó el símbolo del águila bicéfala y la dinastía Nemanjić, de la que es fundador, utilizó el símbolo como escudo de armas. El anillo de oro superviviente de la reina Teodora (1321-1322) tiene grabado el símbolo. Durante el reinado del emperador Esteban Dušan (r. 1331-1345), el águila bicéfala se utilizó en objetos cotidianos y documentos relacionados con el estado, como timbres fiscales y proclamas. En 1339, el cartógrafo Angelino Dulcert marcó el Imperio serbio con una bandera con un águila bicéfala roja. Las familias nobles serbias contemporáneas (Mrnjavčević y Lazarević) también adoptaron el símbolo como continuación simbólica. El príncipe Lazar (r. 1371-1389), al renovar el monasterio de Hilandar en el Monte Athos, grabó el águila bicéfala en el muro norte. El Codex Monacensis Slavicus 4 (1371-1389) tiene obras de arte abundantemente documentadas del águila serbia. El águila bicéfala fue adoptada oficialmente por Esteban Lazarević después de recibir el título de déspota, el segundo título bizantino más alto, de manos de Juan VII Paleólogo en 1402 en la corte imperial de Constantinopla. La Iglesia ortodoxa serbia también lo adoptó; En la entrada del monasterio de Žiča, que fue la sede del arzobispo de los serbios entre 1219 y 1253 y, tradicionalmente, la iglesia de coronación de los reyes serbios, está grabada un águila bicéfala.

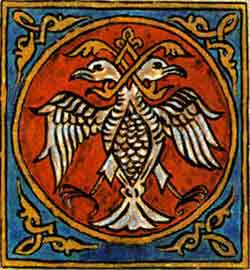
Águila bicéfala de la casa de Nemanjić

Cruz serbia

La cruz serbia, rodeada por cuatro acero, posiblemente también derive de un emblema bizantino. Se parece mucho al emblema imperial utilizado en las banderas bizantinas durante la época tardía (Paleólogos). Sin embargo, como símbolo bizantino, podría remontarse a varios siglos antes. El historiador serbio Stanoje Stanojević sostiene que fue adoptado oficialmente como símbolo serbio ya en 1345, con el ascenso de Esteban Dušan a Imperio serbio. Por el contrario, Stojan Novaković postula que el uso registrado de la cruz serbia, como símbolo nacional, comenzó en 1397, durante el gobierno de Stefan Lazarević. Posiblemente se deriva de un conocido candelabro de velas en Visoki Dečani. Posteriormente, la cruz serbia se encuentra en el Armorial Korenić-Neorić (1595), que muestra el escudo de armas de Serbia (Svrbiae) como una cruz blanca sobre un fondo rojo y dorado, y también representa la casa noble Mrnjavčević con el mismo diseño. con colores invertidos y el águila serbia en el centro de la cruz. Según Mavro Orbini (1607), fue utilizado por Vukašin Mrnjavčević (r. 1365-1371) y el príncipe Lazar (r. 1371-1389). La cruz paleóloga como escudo de armas serbio apareció por primera vez en el libro Stemmatografia (1701) de Pavao Ritter Vitezović, y después de su publicación, la iglesia serbia comenzó a utilizar el símbolo y su popularidad creció hasta que el príncipe Miloš Obrenović lo adoptó como escudo de armas oficial. el Principado de Serbia en 1838. La cruz serbia apareció entonces en todos los escudos de armas serbios modernos, excepto en el escudo de armas de la República Socialista de Serbia de 1947, al que se le quitó la cruz, dejando sólo los cuatro aceros estilizados; esto lo hizo simbólicamente el gobierno yugoslavo para "restringir socialmente y marginar políticamente a las comunidades religiosas y la religión en general". En los tiempos modernos, una etimología popular serbia interpretó los acero alrededor de la cruz como cuatro letras cirílicas "S" (С), para el lema "Solo Unidos los Serbios Sobreviven" (Samo sloga Srbina spasava). Sin embargo, en todos los escudos de armas modernos (ver galería a continuación), las figuras conservan el lado recto de la letra B, o al menos una proyección en el medio, es decir, la parte media de "B" entre los dos semicírculos.
El escudo de armas actual se basa en el escudo de armas del Reino de Serbia promulgado por la Ley sobre el escudo de armas de 1882. Fue adoptado nuevamente formalmente en 2004 mediante recomendación oficial, adoptado por ley en 2009 y estandarizado en 2010.

## Escudos históricos
| Escudo | Fechas    | País | Descripción |
| ------ | --------- | --- | --- |
|        | 1217-1346 | Reino de Serbia                                                                                                 | Águila bicéfala plateada sobre un escudo rojo |
|        | 1346-1371 | Imperio serbio                                                                                                  | Águila bicéfala roja sobre un escudo amarillo |
|        | 1402-1459 | Despotado de Serbia                                                                                             | Águila bicéfala dorada con un cuerno de trompeta plateado (símbolos de las dinastías Hrebeljanović y Branković que posteriormente gobernaron el Despotado) en ambos picos sobre un campo rojo y una gorra despótica en el escudo. |
|        | 1804-1813 | Serbia revolucionaria                                                                                           | Cruz serbia y cabeza de jabalí cortada con una flecha |
|        | 1835-1882 | Principado de Serbia                                                                                            | Cruz blanca sobre un campo rojo con cuatro puntas rodeada por una corona de hojas de olivo y roble y una capa principesca roja con un forro de armiño detrás, bordeada con borlas doradas, sobre la cual se coloca la corona principesca. |
|        | 1882-1918 | Reino de Serbia                                                                                                 | Águila bicéfala blanca sobre escudo semicircular rojo dividido por una cruz blanca en cuatro campos con un petardo en cada campo y coronado con una corona de oro; Escudo rematado de pórfido bordado en oro, decorado con flecos de oro, atado con cordón de oro con las mismas borlas, engastado de armiño y coronado con corona de oro. |
|        | 1947-2004 | República Socialista de Serbia y República de Serbia (RFS de Yugoslavia y RF de Yugoslavia/Serbia y Montenegro) | Escudo con cuatro aceros pero sin la cruz (eliminada por razones ideológicas del ateísmo marxista-leninista) colocado sobre un sol naciente con una rueda dentada que simboliza a los trabajadores y rodeado por una corona dorada de hojas de trigo y roble; Cinta roja con fechas de 1804 y 1941 que hacen referencia a las fechas de la Primera Insurrección serbia contra los Otomanos y el levantamiento comunista contra las Potencias del Eje en la Segunda Guerra Mundial.                                                                         |
|        | 2004-2010 | República de Serbia (Serbia y Montenegro hasta 2006)                                                            | Escudo mayor (arriba): águila bicéfala blanca sobre escudo semicircular rojo dividido por una cruz blanca en cuatro campos con un petardo en cada campo y coronado con una corona dorada; Escudo rematado de pórfido bordado en oro, decorado con flecos de oro, atado con cordón de oro con las mismas borlas, engastado de armiño y coronado con corona de oro. Escudo menor (abajo): águila bicéfala blanca sobre escudo semicircular rojo dividido por una cruz blanca en cuatro campos con un petardo en cada campo y coronado con una corona dorada. |